# Тукмакли
Тукмакли́ (рос. Тукмаклы, башк. Туҡмаҡлы) — присілок у складі Архангельського району Башкортостану, Росія. Входить до складу Краснокуртівської сільської ради.
Населення — 76 осіб (2010; 91 в 2002).
Національний склад:
- татари — 47 %
- башкири — 41 %